# NGC 7052
NGC 7052 es una galaxia elíptica en la constelación de Vulpecula de magnitud aparente +13,4, descubierta por William Herschel en 1784. Se encuentra a 191 millones de años luz de distancia.
El Telescopio Espacial Hubble ha descubierto un disco de polvo gigante en NGC 7052. Con un diámetro de 3 700 años luz, rodea un agujero negro supermasivo situado en el centro de la galaxia. El disco, posiblemente un remanente de una antigua colisión galáctica, será absorbido por el agujero negro en varios miles de millones de años. Debido a que el polvo absorbe la luz azul de forma más efectiva que la luz roja, el disco tiene un aspecto más rojizo que el resto de la galaxia.
Se ha observado que el disco gira alrededor del agujero negro, y la medida de la velocidad de rotación ha permitido calcular la masa del agujero negro: 300 millones de veces la masa solar. Aun así, apenas supone un 0,05% de la masa total de la galaxia.
El punto brillante del centro del disco es la luz combinada de las estrellas aglomeradas en torno al agujero negro por su enorme fuerza gravitatoria.
Por último, hay que destacar que NGC 7052 es una importante radiofuente, con dos chorros opuestos que emanan del núcleo pero que no son perpendiculares al disco. Esto puede implicar que el agujero negro y el disco tienen orígenes diferentes.